# 钟山乡 (罗平县)
钟山乡，是中华人民共和国云南省曲靖市罗平县下辖的一个乡镇级行政单位。

## 行政区划
钟山乡下辖以下地区：
狗街社区、舍克村、密村、细戈村、老渡口村、普理村、鲁邑村、鸡场村、拖黑村、鲁布革村和大地坪村。